# 後行為主義 (政治學)
後行為主義，也稱為新行為主義，是對行為主義方法在政治研究中的主導地位的一種反應。後行為主義思想的關鍵人物之一是 David Easton，他最初是“行為主義革命”的主要倡導者之一。 後行為主義之支持者聲稱，儘管行為主義研究聲稱價值觀之中立，但它偏向於現狀和社會保護，而不是社會變革。

## 主要原則
- 後行為主義挑戰學術研究必須是價值中立的觀點[2]，並認為不應忽視價值。[3]
- 後行為主義聲稱，行為主義對可觀察和可測量現象的偏見意味著過於強調容易研究的瑣碎問題，而忽視了更重要的主題。[4]
- 研究應該與社會更相關[5]，知識分子可以在社會中發揮積極作用。[6]

## 批評
Heinz Eulau 將後行為主義描述為“對1960年代末和1970年代初令人不安和震驚的事件所引發的政治挫折的一種近乎歇斯底里的反應”。

## 也可以看看
- 實證主義

## 延伸閱讀
- Easton, David (1959) The New Revolution in Political Science, The American Political Science, 63/4: 1051-1061